# 齋藤友香理
齋藤 友香理（さいとう ゆかり、1983年5月29日 - ）は、日本人指揮者。2013年よりドイツのドレスデンを拠点に、2021年より日本を拠点に活動中。

## 経歴

### 生い立ちと教育
東京都出身。4歳でピアノを始め、桐朋女子高等学校音楽科を経て、桐朋学園大学ピアノ科を卒業。大学在学中から副科で指揮を学び始める。当初は、ピアノが上手くなるための指揮の勉強だったが、見る見るうちに指揮の魅力に憑りつかれ、卒業後も同大学の科目履修生として指揮を学んだ。2009年に小澤征爾音楽塾においてオペラ・プロジェクト『ヘンゼルとグレーテル』のアシスタント指揮者を務める。2009年から2013年までローム ミュージック ファウンデーションの音楽セミナーに参加し、指揮を小澤征爾と湯浅勇治、コレペティションを三ツ石潤司に学ぶ。この間、2010年には新日鐵文化財団 (現・日本製鉄文化財団) の指揮研究員として、紀尾井ホール室内管弦楽団および東京フィルハーモニー交響楽団にて研鑽を積んだ。
2013年からドレスデンのカール・マリア・フォン・ウェーバー音楽大学において、ゲオルグ・クリストフ・ザンドマン教授からオーケストラ指揮法を学んだ。尚、齋藤が留学先をドレスデンに決めた理由の一つは、オペラを本格的に勉強するためだったという。ドレスデンで学業の傍ら、2014年にモーリッツブルク音楽祭でハインリヒ・シフのアシスタント指揮者を務め、2015年3月にはライプツィヒで、ヴァイマル、ライプツィヒ、ドレスデンの音楽大学の選抜指揮者としてMDR交響楽団を指揮した。2018年にはバイエルン州立歌劇場で上演されたワーグナー『パルジファル』公演において、キリル・ペトレンコのアシスタントを務めた。このとき齋藤は、ペトレンコが、パルジファルの作品をしっかりと読み込んでいることと、相手が誰であろうとお互い納得するまで徹底して話し合うことに、強い印象を受けた。

### 指揮者として
齋藤が初めてオーケストラを指揮したのは、高校3年生のときのクラスのミュージカル上演であるが、一般の演奏会でプロのオーケストラを指揮したのは、2010年9月に、小澤征爾音楽塾にて、小澤征爾の指名でオペラ『ヘンゼルとグレーテル』を指揮したのが最初である。2013年夏に、大阪フィルハーモニー交響楽団、九州交響楽団、東京フィルハーモニー交響楽団を指揮し、国内オーケストラに相次いでデビュー。その後、国内のオーケストラを数多く指揮している（後述の「演奏活動」を参照）。
齋藤の海外での活動のきっかけは、2015年にブザンソン国際指揮者コンクールにて3人のファイナリストの1人となり、オーケストラ賞と聴衆賞を同時受賞したことである。これを受けて2016年9月にリール国立管弦楽団を指揮してフランス・デビュー。次いで2017年10月にトーンキュンストラー管弦楽団を指揮してウィーン・デビューした。
齋藤は、日本国内の音楽祭でも頻繁に登場する。北九州国際音楽祭で2021年8月にドヴォルザークの交響曲第8番などを、2022年8月にモーツァルトの交響曲第25番、交響曲第40番などを、いずれも北九州グランフィルハーモニー管弦楽団と演奏したのに始まり、都民芸術フェスティバルでは2022年2月にブラームスの交響曲第2番などを東京交響楽団と演奏した。また、ラ・フォル・ジュルネでは2023年5月にベートーヴェンの作品を東京交響楽団および東京21世紀管弦楽団と、2024年5月にラヴェルの亡き王女のためのパヴァーヌやチャイコフスキーのピアノ協奏曲第1番ほかを神奈川フィルハーモニー管弦楽団、亀井聖矢らと演奏した。

## 演奏活動

### レパートリー
齋藤の演奏会は、ドイツを中心とした中欧、東欧の古典派、ロマン派の作品を取り上げることが多い。中でも、齋藤が学んだザクセンゆかりの作曲家は、齋藤のレパートリーの特色の一つとなっている。例えば、齋藤のウィーン・デビューとなった2017年10月のトーンキュンストラー管弦楽団とのプログラムは、ウェーバーの『魔弾の射手』序曲とクラリネット協奏曲第2番変ホ長調、ロベルト・シューマンの交響曲第4番ニ短調であったし、2022年10月の京都市交響楽団とのプログラムは、ワーグナーの『リエンツィ』序曲とウェーバーのクラリネット協奏曲第1番変ヘ短調、メンデルスゾーンの交響曲第3番「スコットランド」であった。ベートーヴェンの生誕250年となった2020年から翌2021年にかけては、新型コロナ・ウィルス感染症の流行で演奏会の開催が困難な中、2020年10月に群馬交響楽団と、2021年2月に東京交響楽団と、いずれもベートーヴェンに焦点を当てた演奏会を開催している（ただし、2020年10月の演奏会にはモーツァルトのフルートとハープのための協奏曲ハ長調も演奏された）。2022年以降、モーツァルトを取り上げる機会が増え、例えば7月には山形交響楽団と交響曲第41番「ジュピター」を演奏した。
このようなドイツを中心とした中欧、東欧の古典派、ロマン派の作品と並んで、齋藤の演奏会にはオペラやオペレッタ、バレエといった舞台芸術の楽曲も多く登場する。オペラとオペレッタについては、2020年10月の日本フィルハーモニー交響楽団との演奏会や2021年12月の東京シティ・フィルハーモニック管弦楽団との「第６回オペラ歌手紅白対抗歌合戦　声魂真剣勝負」でオペラの序曲やアリアを指揮したのを始めとし、2022年1月に札幌交響楽団とレハールのオペレッタ『微笑みの国』『メリー・ウィドウ』のハイライトを、2023年8月および2024年9月には日本初演となるフランク・シュヴェマー『アトランティス・コード』（菅尾友の翻訳による日本語台本）を上演した。バレエについては、2021年12月からほぼ毎冬、「くるみ割り人形とクララのクリスマス」（その後、「バレエ！バレエ！！バレエ！！！」に改名）で、シアター・オーケストラ・トーキョーとチャイコフスキーのくるみ割り人形ほかバレエの名場面を上演し、また、2022年10月、11月、翌2023年2月にバレエ団芸術座と共演するなどの実績を積み、2025年1月には谷桃子バレエ団と『ラ・バヤデール』の上演を果たした。齋藤自身も「世界中の劇場に行ってみたい」と、舞台芸術への意気込みを語っている。
このほか、齋藤はガーシュインやリリ・ブーランジェ、ヒンデミット、ウィリアム・ウォルトンなどの作曲家による20世紀の作品や、吉松隆、西村朗、細川俊夫、ヴァルター・ブラウンフェルス、永井みなみなどによる現代音楽、レナード・バーンスタイン、ジョン・ウィリアムズなどによる映画音楽も指揮している。2020年のインタビューで「今後は海外で日本人作曲家の作品を海外で演奏し発信したいという気持ちもあります。」と語った。。

### 主な共演者
- オーケストラ（国外のオーケストラはアルファベット順、日本のオーケストラは五十音順）：Orchestre national de Lille (リール国立管弦楽団)、Tonkünstler-Orchester Niederösterreich (トーンキュンストラー管弦楽団)、大阪交響楽団、大阪フィルハーモニー交響楽団、岡山フィルハーモニック管弦楽団、関西フィルハーモニー管弦楽団、北九州グランフィルハーモニー管弦楽団、京都市交響楽団、群馬交響楽団、札幌交響楽団、シアター・オーケストラ・トーキョー、新日本フィルハーモニー交響楽団、東京交響楽団、東京シティ・フィルハーモニック管弦楽団、東京フィルハーモニー交響楽団、日本センチュリー交響楽団、日本フィルハーモニー交響楽団、兵庫芸術文化センター管弦楽団、富士山静岡交響楽団、山形交響楽団、読売日本交響楽団
- ソリスト（外国人は姓のアルファベット順、日本人は五十音順）：Abdel Rahman El Bacha（アブデル・ラーマン・エル＝バシャ、ピアノ）、Hartmut Hudezeck (ハルトムート・フデツェック、ピアノ)、Hervé Joulain (エルヴェ・ジュラン、ホルン)、Eric Miyashiro (エリック・ミヤシロ、トランペット)、Daniel Ottensamer (ダニエル・オッテンザマー、クラリネット)、Anne Queffélec (アンヌ・ケフェレック、ピアノ)、Timothy Ridout (ティモシー・リダウト、ヴィオラ)、Antje Weithaas (アンティエ・ヴァイトハース、ヴァイオリン)、石上真由子 (ヴァイオリン)、伊藤恵 (ピアノ)、今井信子 (ヴィオラ)、上野聖矢 (フルート)、奥村愛 (ヴァイオリン)、加耒徹 (バリトン)、亀井聖矢（ピアノ）、柳原由香（ソプラノ）、菊池洋子 (ピアノ)、木下美穂子 (ソプラノ)、黒木雪音 (ピアノ)、郷家曉子 (メゾソプラノ)、近藤圭 (バリトン)、佐々木亮 (ヴィオラ)、佐藤晴真 (チェロ)、佐藤瞳 (ソプラノ)、三戸大久 (バスバリトン)、實川風 (ピアノ)、髙木竜馬 (ピアノ)、冨平安希子 (ソプラノ)、林美智子 (メゾソプラノ)、古橋郷平 (テノール)、宮里直樹 (テノール)、宮本益光 (バリトン)、務川慧悟 (ピアノ)、毛利文香（ヴァイオリン）、森田啓佑 (チェロ)、山宮るり子 (ハープ)、横坂源 (チェロ)、与那城敬 (バリトン)
- 合唱団：大阪フィルハーモニー合唱団、成城合唱団
- バレエ団：Kバレエカンパニー、NBAバレエ団、バレエ団芸術座

## エピソード
- 齋藤の演奏会は大曲ばかりで構成されることがあり、2018年5月の東京交響楽団とアンティエ・ヴァイトハース (ヴァイオリニスト) との演奏会は、メンデルスゾーン、ブルッフ、チャイコフスキーのヴァイオリン協奏曲が[45][46]、2022年1月の新日本フィルハーモニー交響楽団との演奏会は、シューベルト交響曲第7番ロ短調「未完成」とベートーヴェン交響曲第5番ハ短調「運命」、ドヴォルザーク交響曲第9番ホ短調「新世界より」が、それぞれ一挙に演奏された[47]。

## 受賞歴
- 2015年 ブザンソン国際コンクール オーケストラ賞および聴衆賞[8]

## 日本初演
- ズザンネ・ツァガール＝スヴィリドフ作曲「チェロとオーケストラのための《つばき》」、横坂源 (チェリスト)、東京交響楽団 (ミューザ川崎シンフォニーホール、2020年2月9日)[48]
- フランク・シュヴェマー作曲、ミヒャエル・フロヴィン台本「アトランティス・コード」、菅尾友（演出・台本翻訳）（東京芸術劇場シアターイースト、2023年8月7日）[49]
- プリンスルー作曲「サルヴェ・レジーナ」、クール・プリエール (浜離宮朝日ホール、2024年9月22日) [50]

## 世界初演
- 永井みなみ作曲「孔雀は羽を広げて」、新日本フィルハーモニー交響楽団、第一生命ホール、2024年3月18日[41][51]

## 録音
以下の演奏会は、演奏会後、期間限定でアーカイブ配信された。
- 日本フィル&サントリーホール とっておきアフタヌーン Vol. 14 (サントリーホール、2020年10月5日)[22]
- ヴィオラスペース2021 vol. 29 コンサートI「オーケストラ」(紀尾井ホール、2021年6月1日)[37]
- 湯けむりコンサート 群響草津公演 (草津音楽の森国際コンサートホール、2021年12月5日)[52]
- 2022都民芸術フェスティバル～ドイツの神髄～ (東京芸術劇場、2022年2月3日)[14]

また、以下の演奏 (の一部) が、オンラインで公開されている。
- ブザンソン国際指揮者コンクール・ファイナル (ページ右下の動画の3分18秒以降、2015年9月20日、2021年6月7日閲覧)
- 東京オペラシティシリーズ 第103回のリハーサル風景 (2018年5月11日、2021年6月7日閲覧)
- 湯けむりコンサート群響草津公演から、モーツァルトのディヴェルティメント ニ長調 K. 136およびピアノ協奏曲第20番 ニ短調 K.466より、ハイドンのチェロ協奏曲第1番 ハ長調 Hob.VIIb:1より (草津音楽の森国際コンサートホール、2021年12月5日、2022年3月12日閲覧)

## メディア出演・記事

### テレビ・ラジオ
- セブンルール（カンテレ・フジテレビ系、2020年2月18日）
- ONE hour Sense（フジテレビ、2020年8月30日）
- NHKハグくむコンサート（NHK、2021年11月20日）
- ブラボー!オーケストラ
  - 関西フィルハーモニー管弦楽団（NHK FM、2021年12月26日）
  - 東京交響楽団（NHK FM、2022年2月13日、20日）
  - リリブーランジェとクララシューマン（NHK FM、2023年3月5日）
  - 情熱のカルメン組曲（NHK FM、2023年3月12日）
  - 関西フィルが奏でるドイツ音楽〜シューマン&ベートーベン〜（NHK FM、2023年5月28日）
- クラシック音楽館「新・日本のピアノ」（NHK、2023年1月15日）
- クラシックTV「プロフェッショナルたちの基礎練習帳」 (NHK、2023年10月12日)
- DIG UP!「【Billboard JAPAN Women In Music vol.2】オーケストラ指揮者の方へのインタビュー！」 (J-Wave、2023年12月19日)

### 新聞・雑誌
- 岩崎貴行「若手指揮者、相次ぎ起用 国内オーケストラに新風」（日本経済新聞夕刊、2018年5月28日付、2021年6月6日閲覧）
- 「ACT4 People 齋藤友香理 (指揮者)」『ACT4』88号 （インプレザリオ、2019年01月25日)、p. 15